# Квинт Юлий Балб (консул 129 г.)
Вижте пояснителната страница за други личности с името Квинт Юлий Балб.
Квинт Юлий Балб (на латински: Quintus Iulius Balbus) e политик и сенатор на Римската империя през 2 век.
Произлиза от клон Балб на фамилията Юлии. Син е на Квинт Юлий Балб (суфектконсул 85 г.).
Квинт Юлий Балб е през 129 г. суфектконсул на мястото на Луций Нераций Марцел заедно с консул Публий Ювентий Целс.